# Allium khozratense
Allium khozratense — вид трав'янистих рослин родини амарилісові (Amaryllidaceae), ендемік Таджикистану.

## Опис
Цибулини яйцюваті, діаметром ≈ 1.5 см і довжиною 2 см, зовнішні оболонки перетинчасті, від сірих до коричневих. Стеблина прямостійна, злегка зігнута, циліндрична, мабуть гладка, діаметром ≈ 3 мм, довжиною 15–25 см. Листків 2(3), дуже вузько-ланцетні, довго звужені, 20–30 см завдовжки, 4–8 мм завширшки. Суцвіття напівкулясте, помірно щільне, діаметром ≈ 4 см. Квітки воронкоподібно-зірчасті. Листочки оцвітини ланцетні, 4.5–6 мм завдовжки, кармінові, після цвітіння бурі. Пиляки довгасті, довжиною ≈ 1 мм, шириною ≈ 0.5 мм.
Цвітіння на початку червня.

## Поширення
Ендемік Таджикистану.
Південно-Східний Таджикистан, південна частина гірського хребта Хозратішо.